# Parafia św. Stanisława w Skrzeszewie
Parafia pw. Świętego Stanisława w Skrzeszewie – rzymskokatolicka parafia należąca do dekanatu drohiczyńskiego (nadbużańskiego), diecezji drohiczyńskiej, metropolii białostockiej. Erygowana około 1431. Siedziba parafii mieści się pod numerem 137.

## Obszar parafii
W granicach parafii znajdują się miejscowości:

- Czaple-Andrelewicze,
- Czaple Górne,
- Czaple-Kolonia,
- Frankopol,
- Gałki,
- Kanabród,
- Karskie,
- Liszki,
- Mogielnica,
- Mołomotki,
- Ostrowiec,
- Rudniki,
- Skrzeszew,
- Skrzeszew E,
- Wasilew Skrzeszewski,
- Wasilew Szlachecki
- Zaleś